# ヘッドロング
「ヘッドロング」（Headlong）は、イギリスのロックバンド、クイーンによる楽曲である。作詞、作曲共にギタリストのブライアン・メイであるが、クレジットはクイーン名義となっており、1991年のアルバム『イニュエンドウ』からの3番目のシングルとしてリリースされた。

## 概要
この曲は元々ブライアンが出す予定であったソロアルバム『バック・トゥ・ザ・ライト〜光にむかって〜』(1992年) に収録するためにレコーディングが行われた。しかし、クイーンのヴォーカリストであるフレディ・マーキュリーがブライアンの歌う本曲を聴き、クイーンの曲とするのを認め、他の曲と同様クレジットは『クイーン』名義に統一された。
この曲は、アメリカでハリウッド・レコード契約のもとで最初のシングルとして1991年1月14日にリリースされたが、イギリスでは4ヶ月もの間リリースされなかった。日本でも1991年10月16日にマキシシングルとして、当時未発表だった2曲をカップリングに追加した「ヘッドロング+2」が発売された。
この歌は、アメリカのホット・メインストリーム・ロック・トラックスのチャートで3位を獲得。「And you're rushin' headlong」の合唱は、少し、クイーンの前アルバム『ザ・ミラクル』のシングル『ブレイクスルー』の2番の歌詞「I wanna rush headlong into this ecstasy」からとられている。
CDシングルのカバーの1つは、アルバムの他のシングルと同様にグランヴィルのイラストに影響されている。

## プロモーションビデオ
『ヘッドロング』のプロモーションビデオは、リードシンガー、フレディ・マーキュリーの映る最後のクイーンのビデオの1つであり、『狂気への序曲』（イギリスでのセカンドシングル）のビデオの前に撮られた。ビデオには、スタジオ（階段のようなステージ）で歌うパフォーマンスをするメンバーやスタジオで働いているメンバーが映っている。プロモーションビデオでは、2回目のコーラスの後に、オーディオとしてはリリースされていない短いセクションを含んでいる。
フレディが黄色のセーターを着ているパフォーマンス映像は、1990年12月に撮影され、フレディがブルーのシャツを着ているスタジオ映像は、1990年11月にロンドンのメトロポリス・スタジオ（ビデオの初めと終わりにその外観が映る）で撮影された。これはフレディ・マーキュリーの最後のカラービデオでもあり、彼の健康状態は、翌年の11月24日に命を奪うことになるAIDSによって悪化していた。この次のビデオは、『狂気への序曲』と『輝ける日々』であり、それぞれ1991年2月と5月にモノクロで撮影された。
アルバム『イニュエンドウ』の他の全てのビデオのように、『ヘッドロング』のクリップはRudi DolezalやHannes Rossacherから構成されるオーストリアのディレクターチーム、DoRoによって監督された。彼らは、クイーンの1986年のシングル『心の絆』のビデオから関わっていた。彼らはさらに、3人のグループで新しく撮られた唯一のビデオで1997年にリリースされた『ノー・ワン・バット・ユー』の監督もしている。

## 収録曲

### アメリカ盤
1. ヘッドロング (レディオ・エディット) - Headlong (Radio Edit) (Queen)
2. ヘッドロング - Headlong (Queen)
3. アンダー・プレッシャー - Under Pressure (Queen & David Bowie)

### イギリス盤
1. ヘッドロング - Headlong (Queen)
2. 神々の民 - All God's People (Queen, Mike Moran)
3. マッド・ザ・スワイン - Mad the Swine (Mercury)

### 日本盤(ヘッドロング+2)
1. ヘッドロング - Headlong (Queen)
2. マッド・ザ・スワイン - Mad the Swine (Mercury)
3. ロスト・オポチュニティ - Lost Opportunity (Queen)

## 参加ミュージシャン
- フレディ・マーキュリー - リードヴォーカル、コーラス
- ブライアン・メイ - エレクトリック・ギター、コーラス、ピアノ、キーボード、ドラムマシン
- ジョン・ディーコン - エレクトリックベース
- ロジャー・テイラー - ドラムス、コーラス

## チャート
| チャート (1991年) | ピーク | 週間 |
| ----------------- | ------ | ---- |
| カナダ            | 25     | 11   |
| オランダ          | 43     | 8    |
| アイルランド      | 25     | 2    |
| イギリス          | 14     | 4    |
| アメリカ          | 3      | 2    |